# Richard Kubus
Richard Kubus (* 30. März 1914 in Gleiwitz; † 5. Oktober 1987 in Uelzen) war ein deutscher Fußballspieler.

## Karriere

### Vereine
Kubus gehörte als Abwehrspieler Vorwärts-Rasensport Gleiwitz an und spielte von 1934 bis 1941 in der Gauliga Schlesien in einer von 16 Gauligen in der Zeit des Nationalsozialismus als einheitliche höchste Spielklasse im Deutschen Reich.
Anfang 1941 spielte er vorübergehend als Soldat der Wehrmacht im besetzten Polen für den Luftwaffensportverein (LSV) Okecie, den die deutsche Garnison des Warschauer Flughafens stellte. Die Saison 1941/42 bestritt er in der Gauliga Oberschlesien, eine der in zwei Gruppen aufgeteilten Gauliga Schlesien, neben der Gauliga Niederschlesien. In dieser Zeit errang er mit seinem Verein sechsmal die Gaumeisterschaft, außer 1937 als man den ersten Gaumeister, den Beuthener SuSV 09, den Vortritt lassen musste.
Als Gaumeister Schlesien und der damit verbundenen Teilnahme an den Endrundenspielen um die Deutsche Meisterschaft bestritt er insgesamt 26 Spiele, wobei er 1935, 1938 und 1939 jeweils alle sechs Gruppenspiele bestritt und 1936 darüber hinaus, auch das Halbfinale und das Spiel um Platz 3.
Die Saison 1943/44 spielte er für die Breslauer SpVgg 02 in der Gauliga Niederschlesien, deren Gruppe B er mit der Mannschaft als Sieger abschloss, wie auch die Finalspiele gegen den Gruppensieger A, dem SC Vorwärts Breslau. In der sich anschließenden Finalgruppe in der die drei Gruppensieger im Rundenturnier mit Hin- und Rückspiel gegeneinander anzutreten hatten, belegte er mit seiner Mannschaft den zweiten Platz.
Seine späteren Fußballstationen waren dann Teutonia Uelzen und der TuS Wennigsen/Deister, ein Mehrspartenverein in der  gleichnamigen Gemeinde in der Region Hannover.

### Auswahl-/Nationalmannschaft
In die Auswahlmannschaft Gau Schlesien berufen, nahm er 1938/39 am Gauauswahlwettbewerb um den Reichsbundpokal teil. Nach Siegen über die Auswahlmannschaften Gauliga Nordmark, Gauliga Ostmark, Gauliga Württemberg erreichte er das Finale, das am 5. März 1939 in Dresden mit 2:1 gegen die Auswahlmannschaft Gauliga Bayern gewonnen wurde. Mit Günther Mettke, Wilhelm Koppa, Alfred Wydra, Ernst Plener, Robert Pischzek und Reinhard Schaletzki standen sechs weitere Spieler aus seinem Verein in der Endspielauswahl. Kubus spielte später noch repräsentativ für die Auswahlmannschaft des Niedersächsischen Fußball-Verbandes.
Sein einziges Länderspiel für die A-Nationalmannschaft bestritt er am 3. Dezember 1939 in Chemnitz beim 3:1-Sieg über die Nationalmannschaft der Slowakei, auch wenn er 1941 noch einmal zu einem DFB-Lehrgang eingeladen wurde.

## Erfolge
- Vierter der Deutschen Meisterschaft 1936
- Gaumeister Schlesien 1935, 1936, 1938, 1939, 1940, 1941
- Reichsbundpokalsieger 1939 (mit der Gau-Auswahl Schlesiens)